# Gheorghe Minea
Gheorghe Minea (ur. 22 czerwca 1959) – rumuński zapaśnik walczący w stylu klasycznym. Olimpijczyk z Moskwy 1980, gdzie zajął siódme miejsce w kategorii 76 kg.
Trzeci na mistrzostwach świata juniorów w 1979. Wicemistrz igrzysk bałkańskich w 1979 roku.
- Turniej w Moskwie 1980

Pokonał Ahmeda Lutfi Shihada z Iraku, a przegrał z Wiesławem Dziadurą i Ferencem Kocsisem z Węgier.